# Speocera parva
Speocera parva là một loài nhện trong họ Ochyroceratidae. Loài này phân bố ở Borneo.